# Гаджано
Гаджано (итал. Gaggiano) — коммуна в Италии, в провинции Милан области Ломбардия.
Население составляет 8450 человек (на 2006 г.), плотность населения составляет 312 чел./км². Занимает площадь 26 км². Почтовый индекс — 20083. Телефонный код — 02.
Покровительницей коммуны почитается Пресвятая Богородица (Maria Regina della pace), празднование в первое воскресение октября.

## Города-побратимы
- Бур-Сент-Андеоль (Франция, с 2002)